# Mont Charvet (chaîne des Aravis)
Pour les articles homonymes, voir Charvet.
Ne doit pas être confondu avec Mont Charvin (chaîne des Aravis).
Le mont Charvet est un sommet de la chaîne des Aravis, à 2 538 m d'altitude, dans le département de la Haute-Savoie.

## Toponymie
Les oronymes celtes ont souvent un sens religieux. Si le nom Charvet a une origine celte, elle est peut être liée au mot gaulois caruo « cerf ». Il s'agirait dans ce cas d'une référence au dieu celte Cernunnos souvent représenté avec des bois de cerfs.

## Géographie
Il est compris entre la combe de Chombas au nord et la combe du Mont-Charvet au sud.

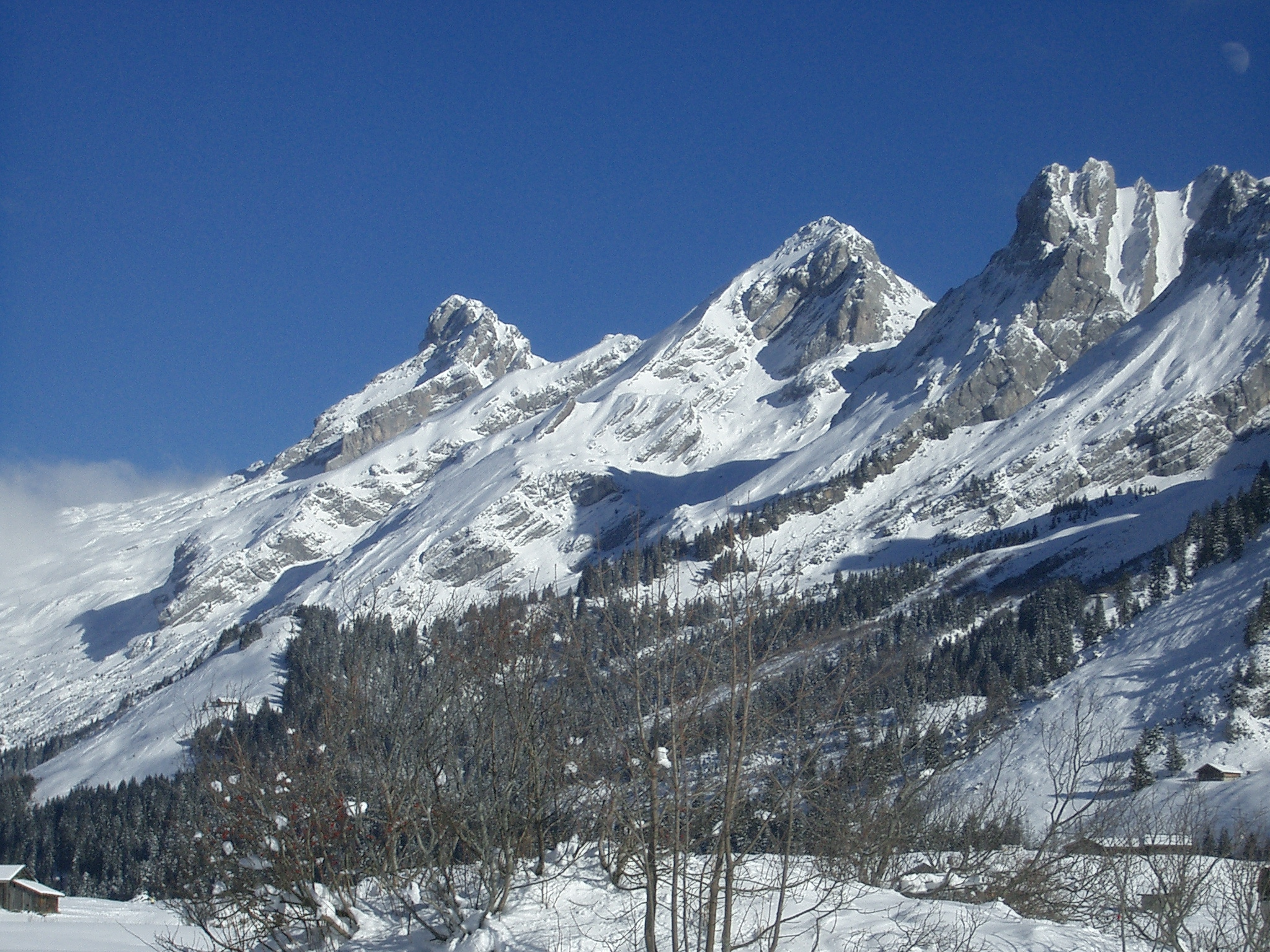
Pointe Percée, mont Charvet (au centre) et la Mamule vus du sud-ouest depuis les Confins (La Clusaz)
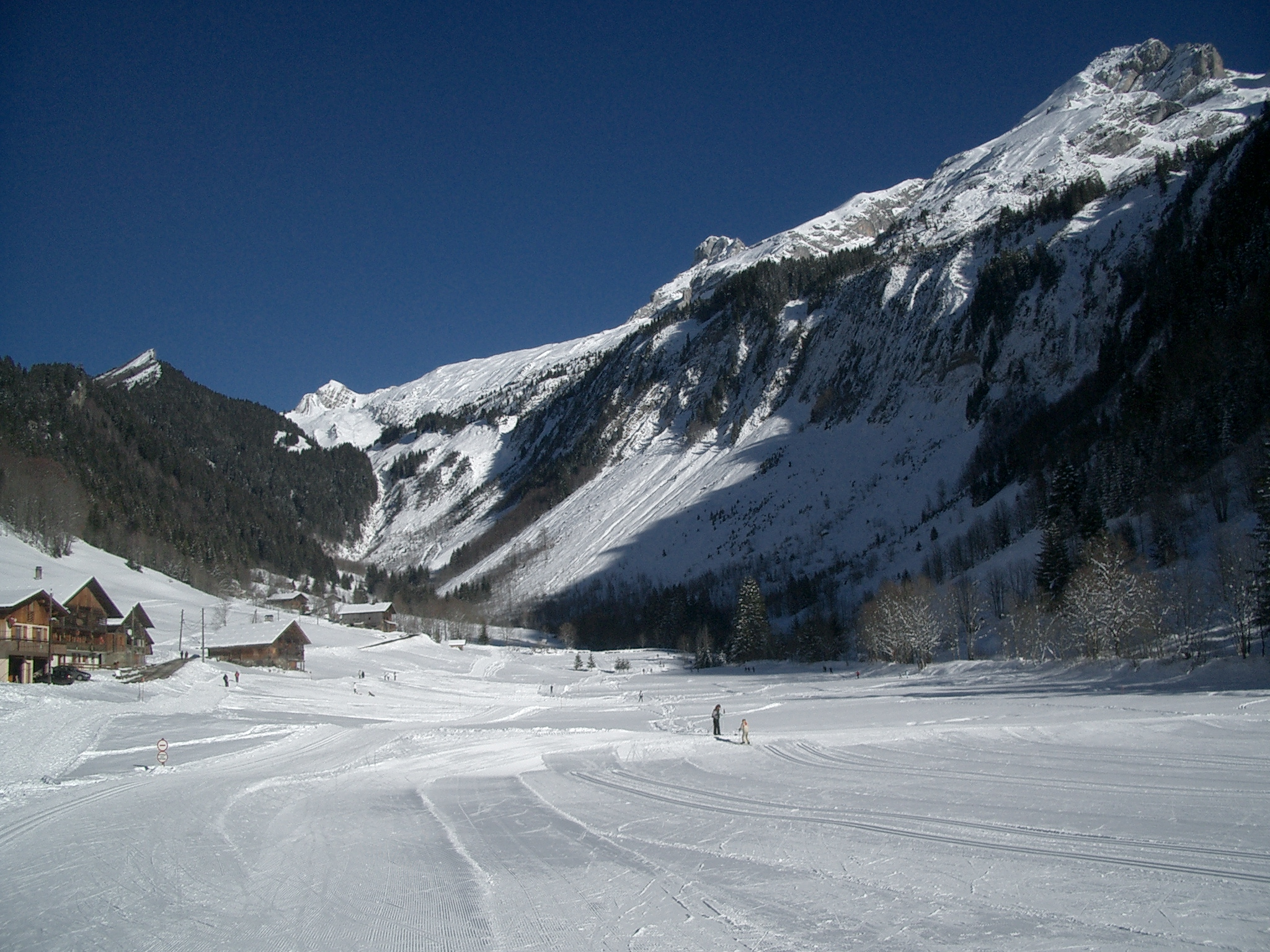
Pointe de Bella Cha, pointe Percée et mont Charvet (à droite) vus du sud-ouest depuis Lormay (Le Grand-Bornand)